# Höfner 500/1

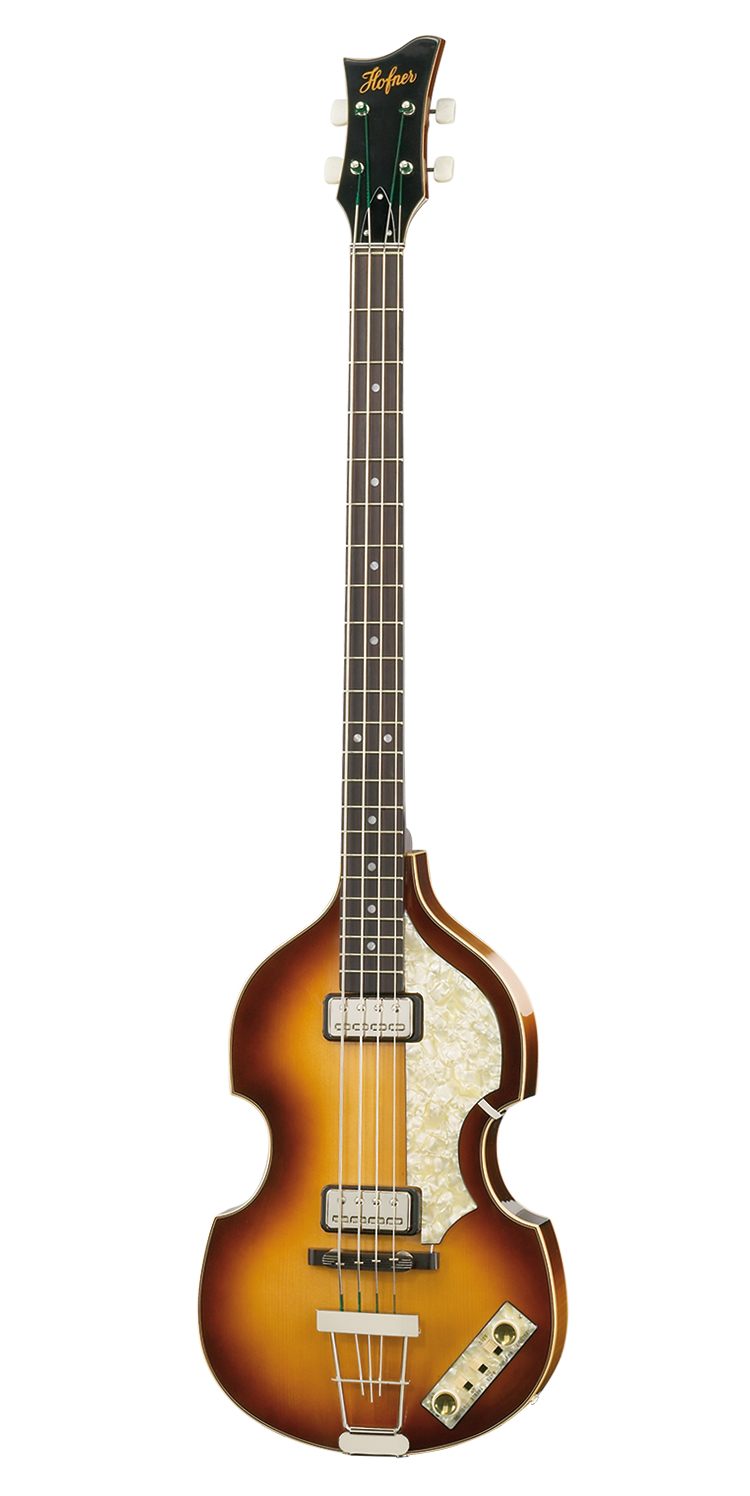

O Höfner 500/1 violino baixo (apelidado de "Beatle bass" ou "bass Cavern") é uma guitarra-baixo-corpo oco fabricado pela Höfner sob diversas variedades.
Foi introduzido em meados dos anos 1950 e ganhou status de celebridade durante a década de 1960 como uma das bases primária utilizada por Paul McCartney dos Beatles.

## História
Período: 1955 - presente
Construção
Tipo de corpo: Oco
Escala: 30

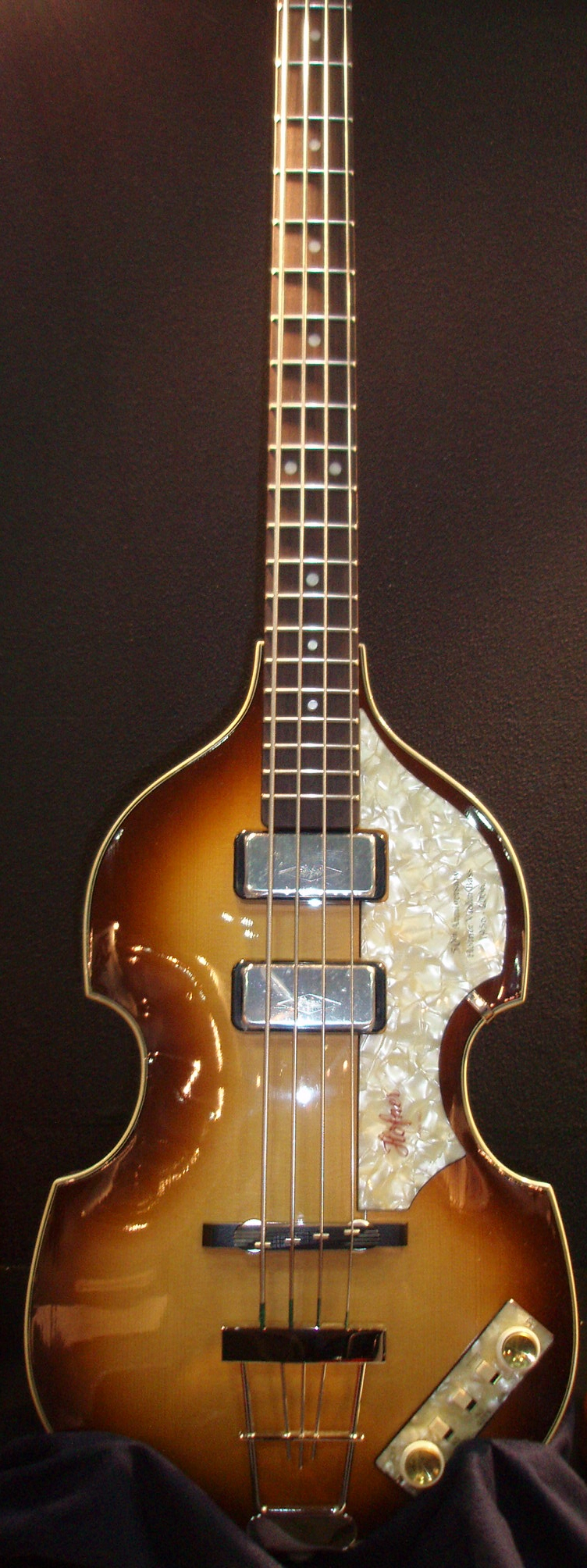
Left-handed Höfner 500/1 Vintage '62 World History LH
Fabricante: Karl Höfner GmbH & Co.

Corpo: Spruce (Top), Maple (Back / lados)
Pescoço: Bordo
Equipamento
Ponte: Höfner Ebony Ponte
Captura(s): Höfner 511B Humbucking Pickups
Cores disponíveis
Em 1955, Walter Höfner projetou um baixo elétrico semi-acústico. O corpo oco tornou este estilo de guitarra muito leve e fácil de tocar, além de dar-lhe um rico  tone, semelhante ao do tradicional contrabaixo. O baixo foi exibido pela primeira vez ao público na Feira de Música de Frankfurt, na primavera de 1956. Um grande impulso para o baixo veio no início de 1961, quando chamou a atenção de um jovem McCartney. Em julho de 1961, depois que Stuart Sutcliffe decidiu deixar os Beatles, emprestou a McCartney seu baixo até que este ganhasse o suficiente para comprar um baixo Höfner 500/1 em junho de 1961.

McCartney é canhoto, e ele admirava a forma simétrica do instrumento, o que não seria estranho ele toca - lo de "cabeça para baixo". 
"Eu lembro de ter ido procurar um baixo, e encontrei este baixo que era muito barato. Eu não podia comprar um Fender. Fenders, eram caros, parecia custar umas £ 100. Tudo o que eu poderia realmente gastar era £ 30 ... Então por  £ 30 eu encontrei este baixo Hofner violino. E para mim até servia, porque eu sou  canhoto, ele parecia menos idiota, porque era simétrico. Não parecia tão ruim quanto um fraque que era o caminho errado. Então foi o que eu comprei. "[2] 

McCartney iria adquirir dois modelos originais de 1961, e em 1963 a empresa deu-lhe um modelo atualizado do ano de 1962.   [3] [4] Depois, McCartney tocou principalmente o modelo de 1962, deixando o original como um backup. Em 1964, ele tinha seu modelo 1961 refinished em sunburst e teve pickups e um sistema surround de captação atualizado instalado. Ele pode ser visto usando este baixo na "Revolução" video promo, estranhamente com a alça anexado ao topo do cabeçote em vez do botão correia do calcanhar pescoço. Ele continuou a usar regularmente o baixo violino até 1965, quando ele mudou para um Rickenbacker 4001; porém , ele continuou a utilizar os dois modelos, os revezando, Paul usou o Höfner do ano de 1962 na aparição do The Beatle no concerto na cobertura Apple. Ele voltou para o Rickenbacker para a gravação de Abbey Road. Em algum momento durante a gravação de Let It Be, o modelo 1961 foi roubado de Abbey Road Studios, juntamente com Harrison Gretsch Tennessean e segundo Ric 360-12. [5] Ele passou a usar seu modelo 1962 para o restante do álbum. [6 ] Ele ainda está na posse do baixo 1962 , em  2014 ele usou-o durante o desempenho do Grammy Beatles TV especial. 

## Imagens

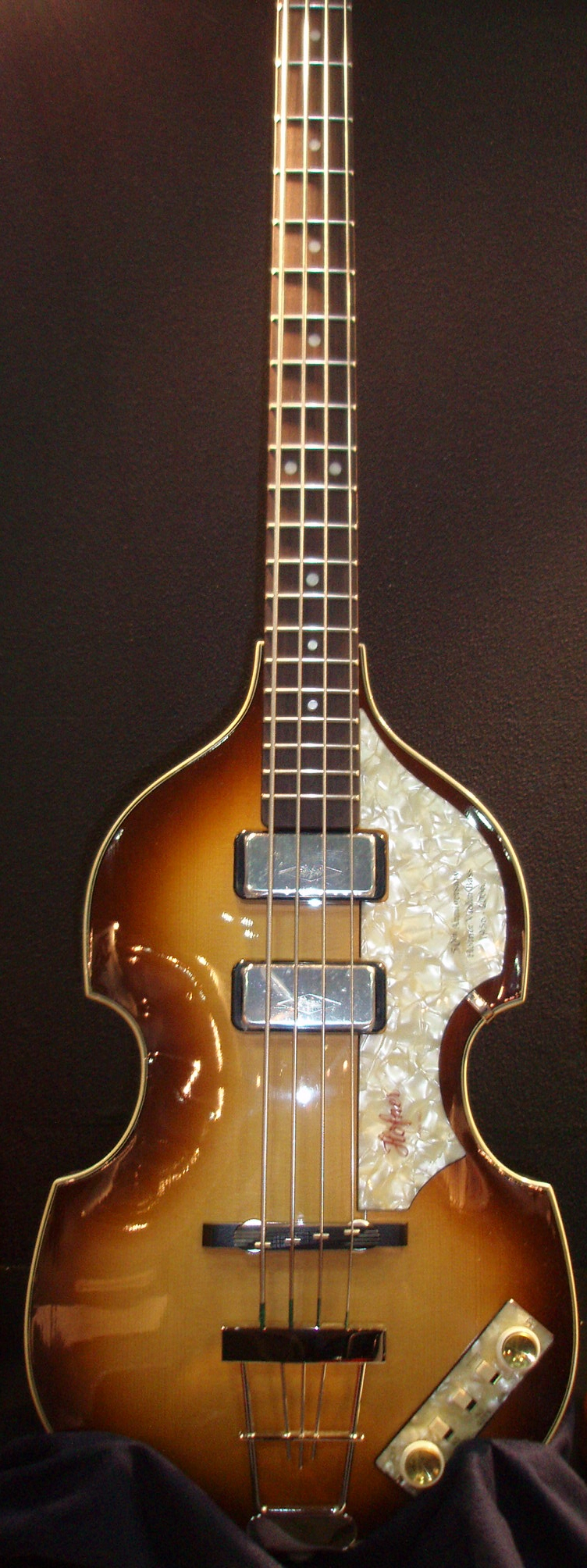
Höfner 500/1 Anniversary RH Cavern Bass
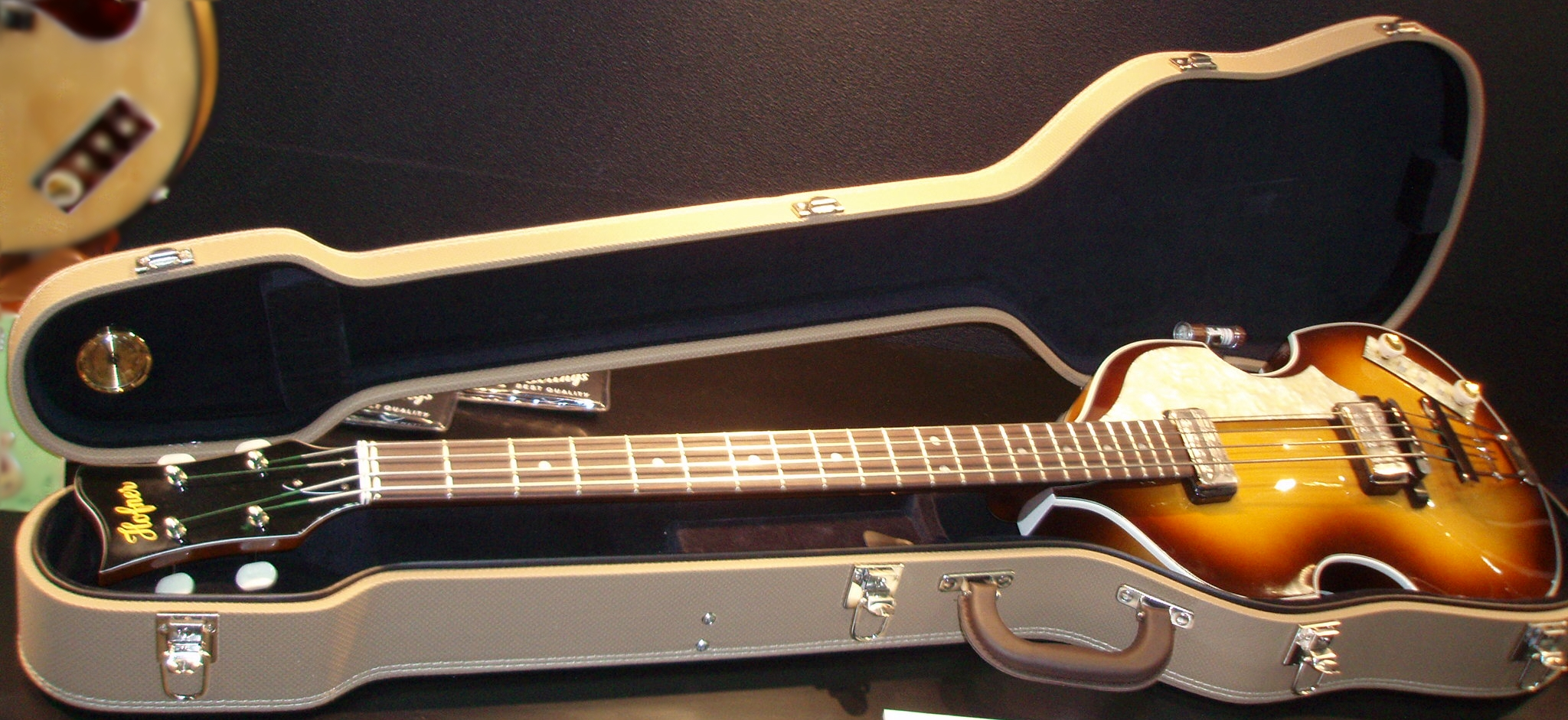
Höfner 500/1 Vintage '62 World History RH

## Variações
```
500/1 Vintage '58 re-edição
```

500/1 Vintage '59 re-edição
500/1 Cavern Bass (não está mais disponível a partir de Höfner) [1]
500/1 Vintage '61 Cavern Bass (modelo 2011 - com base nas especificações originais de Paul McCartney)
500/1 '62 Vintage
500/1 '63 Vintage (não mais em produção)
500/1 Vintage '64 (substituído '63)
500/1 Aniversário 125 'Black Violin Bass
5000/1 deluxe Baixo
H500 / 1-CT Série Contemporânea
Série do ícone B-Bass, fabricados na China (nome alterado para Ignição por razões legais em 2010)
Höfner produziu séries limitadas do ícone B baixa em cinco esquemas de cores personalizado. Apenas 150 de cada cor foram fabricados e colocados à disposição para venda em 2008. [8]
Em 2008, o ícone B Baixo também foi emitido em uma edição limitada de acabamento "Explosão Dark", dos quais 88 foram produzidos.
HI série B-Bass (ignição), feita na Indonésia, a partir de 2010

## Imitadores
Devido ao custo do baixo Höfner oficial, várias empresas de guitarra oferecem versões mais acessíveis do "baixo violino". Estes incluem Greco, Epiphone, Tokai, El Degas, Jay Turser, Duesenberg, Vampira, Douglas, Harley Benton e Eko. Estes variam de US $ 200 a US $ 1.500. [9] 

## Na cultura popular
O Höfner 500/1 apareceu em Guitar Hero II, enquanto o Epiphone Viola apareceu em Guitar Hero: Aerosmith. Uma réplica do baixo Höfner usado por McCartney (embora destro) é usado como a base para um controlador de guitarra, incluído com o pacote de edição especial de The Beatles: Rock Band

## Links exteriores
- Official Höfner webpage
- Detailed information on guitars used by The Beatles